# Nancy Drew... Trouble Shooter
Série 'Nancy Drew (1938)
Nancy Drew... Reporter
(1939) Nancy Drew et l'escalier secret
(1939)
Pour plus de détails, voir Fiche technique et Distribution.
Nancy Drew… Trouble Shooter est un film américain en noir et blanc réalisé par William Clemens, sorti en 1939.
Il s'agit d'une adaptation de la série littéraire Alice Roy du collectif Caroline Quine et du troisième volet de la tétralogie mettant en scène Bonita Granville dans le rôle de Nancy Drew et entièrement réalisée par William Clemens. 
Comme le deuxième volet, il met en scène une histoire inédite, n'adaptant aucun roman de la série littéraire. Il est suivi par un quatrième et dernier film : Nancy Drew et l'escalier secret (Nancy Drew and the Hidden Staircase).

## Synopsis
Un ami proche de la famille Drew est accusé de meurtre. Nancy Drew et son petit ami décident d'aider le père de Nancy à trouver le vrai tueur.

## Fiche technique
- Titre original : Nancy Drew… Trouble Shooter
- Réalisation : William Clemens
- Scénario : Kenneth Gamet, d'après Alice Roy du collectif Caroline Quine
- Direction artistique : Ted Smith
- Montage : Doug Gould
- Photographie : L. William O'Connell
- Musique : Heinz Roemheld
- Costumes : Milo Anderson
- Producteurs : Bryan Foy
- Sociétés de production et de distribution : Warner Bros. Pictures
- Pays de production :  États-Unis
- Langue : anglais
- Format : noir et blanc — 1.37 : 1 — son : mono
- Genre : policier
- Durée : 68 min
- Date de sortie :
  - États-Unis : 17 juin 1939

## Distribution
- Bonita Granville : Nancy Drew
- Frankie Thomas : Ted Nickerson
- John Litel : Carson Drew
- Aldrich Bowker (en) : Matt Brandon
- Charlotte Wynters (en) : Edna Gregory
- Edgar Edwards : Chuck Marley
- Renie Riano (en) : Effie Schneider
- Roger Imhof : shériff Barney Riggs
- Erville Alderson : Clint Griffith
- Willie Best : Apollo Johnson
- John Harron : le gardien
- Cliff Saum : l'adjoint du shérif
- Tom Wilson : Milt